# Giorgio Madia
Pour les articles homonymes, voir Madia.
 (janvier 2019).
Giorgio Madia (né le 29 juillet 1965 à Milan) est un danseur, chorégraphe et metteur en scène italien, actif dans le domaine de l'opéra, du ballet, de l'opérette, de la comédie musicale et de l'événement artistique.

## Carrière artistique

### Scène
Dans les années 1977-1984, Giorgio Madia fréquente l'école de ballet du Teatro alla Scala. Il obtient son diplôme en 1984 et fait ses débuts dans la compagnie de ballet de La Scala. Roland Petit crée exprès pour lui un rôle dans son ballet Le Mariage du ciel et de l'enfer.
Durant les années 1985-1988, Giorgio Madia est engagé par Maurice Béjart au Ballet du XXe siècle. Quand la compagnie s'établit à Lausanne en 1987, Madia continue sa carrière de soliste au Béjart Ballet Lausanne.
En 1988, Giorgio Madia part pour les États-Unis pour rejoindre les compagnies suivantes : Pennsylvania Ballet et Milwaukee Ballet (1988-1990), San Francisco Ballet (1990-1992), à nouveau le Pennsylvania Ballet (1992-1993), cette fois en tant que premier danseur (Principal Dancer). Durant ces années, il danse les rôles principaux du répertoire classique aussi bien que néoclassique et contemporain, pour des chorégraphes comme George Balanchine, Paul Taylor, William Forsythe et Merce Cunningham.
De 1988 à 1991, Giorgio Madia est engagé par Rudolf Noureev à participer à sa tournée mondiale Nureyev and Friends. Dans ce gala d'adieux, Madia danse la chorégraphie The Moor's Pavane de José Limón et Le Chant du compagnon errant de Maurice Béjart avec Noureev.
En 1993 Giorgio Madia revient en Europe et rejoint la compagnie de ballet italienne Aterballetto en tant que premier danseur. Dans les années 1995-1997 il est engagé au Ballett Zürich.

### Professeur de danse et directeur de ballet
En 1997 Giorgio Madia interrompt sa carrière de danseur et se redirige dans la fonction de maître de ballet, professeur de danse et directeur de ballet.
Il est engagé en tant que professeur de danse et maître de ballet au Balletto di Toscana à Florence (1997-1999), maître de ballet et assistant chorégraphe par le Berlin Ballett et Komische Oper Berlin (2000-2001), premier maître de ballet eu Theater Basel (2001). Pendant une saison il assume les responsabilités de directeur de ballet et chorégraphe en chef du Grand Théâtre de Łódź (2000-2001). De 2003 à 2005 Madia est directeur de ballet au Volksoper de Vienne.

### Chorégraphie et mise en scène
Giorgio Madia monte pour le Volksoper Wien deux ballets : Nudo (mars 2004), basé principalement sur la musique de Johann Sebastian Bach et Alice (janvier 2005), basé sur les motifs du roman de Lewis Carroll, sur une musique de Nino Rota. Ce dernier est retravaillé en 2007 pour le Staatsballett Berlin sous le titre Alice's Wonderland. Dans cette période il crée aussi les chorégraphies pour les opérettes de Wiener Volksoper. En tant que chorégraphe il collabore plusieurs fois avec le metteur en scène Helmuth Lohner. Ils réalisent ensemble l'opérette La Veuve joyeuse pour l'Opernhaus Zürich. Initialement réalisée en 1997, l'œuvre est reprise en 2004.
En 2002, Madia est nommé chorégraphe principal du Open Air Festival Seefestspiele Mörbisch près de Vienne et il accomplit cette fonction jusqu'en 2012. En 2003 il est metteur en scène de la nouvelle production de l'opérette Giuditta, réalisée dans le cadre du festival.
Depuis 2005, Giorgio Madia est metteur en scène et chorégraphe indépendant. à de nombreuses reprises, il est invité à collaborer avec le Staatsballett Berlin, le Kammeroper Wien, le Bühne Baden, le State Theatre Cottbus, l'Opéra de Cracovie, l'Opéra de Wrocław, le Grand Théâtre de Łódź, le Theater Vanemuine, le Balletto di Milano ou le Balleto di Roma.
Dans les années 2005 à 2010, il crée les chorégraphies pour les cérémonies d'ouverture du Bal de l'opéra de Vienne.
En 2006, 2007, 2010 et 2011 on lui confie la création de chorégraphies pour l'ouverture de Life Ball, l'un des plus grands événements caritatifs au monde organisé devant l'Hôtel de Ville de Vienne. En 2006, 2007, 2013, 2015, 2017 et 2018 il est en même temps le metteur en scène de ces événements. En 2015, 2016, 2017 et 2018 il est invité à concevoir et mettre en scène la Parieté-Gala, un événement théâtral particulier organisé à Berlin et ayant pour but de réunir en inclusion les artistes handicapés et non-handicapés.
En plus des spectacles de ballet classique comme La Belle au bois dormant, Casse-noisette, Le Lac des cygnes, Coppélia, Roméo et Juliette et La fille mal gardée, Madia crée aussi des œuvres en version longue d'après sa propre conception : Nudo, Alice's Wonderland, Cinderella, OZ: The Wonderful Wizard, Chopin imaginaire, La Dolce vita, Peter Pan, Pinocchio, Don Juan basé sur la musique de ballet de Christoph Willibald Gluck, Vienna Waltz Night, hommage à Johann Strauss, ou encore la comédie de danse Arlequin, basée sur la tradition de la commedia dell'arte.
Dans le domaine du théâtre musical Madia met en scène l'opéra-comique de Jacques Offenbach Les Contes d'Hoffmann, la comédie musicale Ain't Misbehavin',, deux opéras baroques : La Guirlande et Zéphyre de Jean-Philippe Rameau, les opérettes La Chauve-souris, Sang viennois, La Veuve joyeuse, Saison in Salzburg, Giuditta, deux courts opéras : Le Pauvre Matelot et Venus in Africa, Orphée et Eurydice de Gluck, Carmen de Georges Bizet, les comédies musicales Fiddler on the Roof, Little Shop of Horrors et La Cage aux folles.
Le ballet La Belle au bois dormant réalisé en 2006 pour le Grand Théâtre de Łódź est récompensé du Masque d'Or par les critiques polonais pour le meilleur spectacle de la saison 2005-2006. Le ballet Cendrillon chorégraphié par Madia dans le même opéra obtient le Masque d'Or dans la saison 2006-2007 dans les catégories meilleur metteur en scène, meilleur décor, meilleurs costumes. Madia est récompensé aussi pour ses créations à l'Opéra Krakowska (2009), au Balletto di Milano (2011). Sa première mise en scène du spectacle d'opéra Les Contes d'Hoffmann réalisé au Grand Théâtre de Łódź en 2007-2008 lui vaut le Masque d'Or de la meilleure mise en scène. En tant que chorégraphe de l'année 2011 Madia est récompensé du prix « Italia che danza ». Pour la réalisation de lumières pour Cinderella il obtient le prix italien « Premio Anita Bucchi ».

## Œuvres

### Mises en scène
- Giuditta (Mörbisch Festival 2003)
- Ain't Misbehavin' (Kammeroper Wien 2006)
- Les Contes d'Hoffmann (Grand Théâtrede  Łódź 2007)
- La Guirlande et Zéphyre (Kammeroper Wien 2008)
- Season in Salzburg (Bühne Baden 2008)
- Gala de Nouvel An (Grand Théâtre de Łódź 2010)
- Le Pauvre Matelot et Venus in Africa (Kammeroper Wien 2011)
- Fiddler on the Roof (State Theatre Cottbus 2012)
- Orphée et Eurydice (Opera Krakowska 2013)
- The Little Shop of Horrors (Staatsoperette Dresden 2014)
- La Cage aux folles (Oper Leipzig/Musikalische Komödie 2015)
- Carmen (Theater Vanemuine Estonia 2015)
- Faust (Salzburg Festival 2016, collaboration mise en scène et chorégraphie, mise en scène de Reinhard von der Thannen)
- Carmen (Kammeroper Schloss Rheinsberg 2017)
- La Chauve-souris (Grand Théâtre de Łódź 2018)
- Sang viennois (Theater Vanemuine Estonia 2018)

### Chorégraphies et mises en scène
- Stück (Zurich Opera House 1995)
- Bolero (Grand Theatre Łódź 2000)
- Gershwin (Grand Theatre Łódź 2001)
- Giuseppe! (Grand Theatre Łódź 2001)
- Kann denn Liebe Sünde sein? (Theater Basel 2002)
- Nudo (Volksoper Wien 2004)
- Alice (Volksoper Wien 2005)
- La Belle au bois dormant (Grand Theatre Łódź 2006)
- Alice's Wonderland (Staatsballett Berlin 2007)
- Cinderella, musique de Rossini (Grand Theatre Łódź 2007)
- Les Demoiselles (Theater Akzent Wien 2007)
- Casse-noisette (Grand Theatre Łódź 2008)
- Romeo e Giulietta, musique de Tchaikovsky (Balletto di Milano 2009)
- Le Lac des cygnes (Grand TheatreŁódź 2009)
- Chopin imaginaire (State Theatre Cottbus 2009)
- Cinderella, musique de Rossini (Opera Krakowska 2010)
- OZ - The Wonderful Wizard, musique de Dmitry Chostakovich (Staatsballett Berlin 2011)
- Vienna Waltz Night (Festival Wiltz, Luxembourg 2011)
- Cinderella, musique de Rossini (Balletto di Milano 2011)
- Harlequin (State Theatre Cottbus 2011)
- La Fille mal gardée (Opera Wrocławska 2012)
- Il gatto del rabbino (Balletto di Roma 2012)
- Coppélia (Opera Wrocławska 2013)
- La dolce vita (Theater Vanemuine Estonia 2014)
- Carnival of the Animals (Staatsballett Berlin 2014)
- Don Juan (Staatsballett Berlin 2014)
- Hänsel & Gretel (Staatsballett Berlin 2014)
- Swan Song (Béjart Ballet Lausanne 2016)
- Peter Pan (Croatian National Theatre Zagreb 2016)
- Don Juan (Theater Vanemuine Estonia 2016)
- Pinocchio (Opera Bałtycka Gdansk 2017)
- Les Liaisons Dangereuses (Croatian National Theatre Zagreb 2019)

### Chorégraphies
- The Merry Widow (Zurich Opera House 1997, mise en scène Helmuth Lohner)
- The Gypsy Princess (Seefestspiele Mörbisch 2002, mise en scène Helmuth Lohner)
- Boccaccio (Volksoper Wien 2003, mise en scène Helmuth Lohner)
- Wiener Blut (Volksoper Wien 2004, mise en scène Robert Herzl)
- Countess Mariza (Seefestspiele Mörbisch 2004, mise en scène Winfried Bauernfeind)
- A Night in Venice (Volksoper Wien 2004, mise en scène Michael Sturminger)
- The Merry Widow (Seefestspiele Mörbisch 2005, mise en scène Helmuth Lohner)
- The Count of Luxemburg (Seefestspiele Mörbisch 2006, mise en scène Dietmar Pflegerl)
- Wiener Blut (Seefestspiele Mörbisch 2007, mise en scène Maximilian Schell)
- White Horse Inn (Seefestspiele Mörbisch 2008, mise en scène Helmuth Lohner)
- My Fair Lady (Seefestspiele Mörbisch 2009, mise en scène Helmuth Lohner)
- The Tsarevich (Seefestspiele Mörbisch 2010, mise en scène Peter Lund)
- The Gypsy Baron (Seefestspiele Mörbisch 2011, mise en scène Brigitte Fassbaender)
- Die Fledermaus (Seefestspiele Mörbisch 2012, mise en scène Helmuth Lohner)
- My Fair Lady (Opera Cologne 2012, mise en scène Dietrich Hilsdorf)
- Lend me a Tenor – Otello darf nicht platzen (Oper Leipzig | Musikalische Komödie 2013, mise en scèn Volker Vogel)
- Im weißen Rössl (Oper Köln 2018, mise en scène Eike Ecker)